# Guineu voladora de les illes Aldabra
La guineu voladora de les illes Aldabra (Pteropus aldabrensis) és una espècie de ratpenat de la família dels pteropòdids. És endèmica de les illes Aldabra (Seychelles). El seu hàbitat natural són els matollars i boscos secs, tot i que també viu a manglars i plantacions de cocoters. Està amenaçada pels fenòmens meteorològics extrems i l'augment del nivell del mar.